# Školský úřad
Školský úřad je obecná kategorie instituce úřední povahy, která vykonává veřejnou správu na úseku školství a s ním souvisejících oblastí. Školský úřad nemusí být formálně nazván úřad, nýbrž může se v jeho názvu vyskytovat výbor, rada apod.
Není-li nějak blíže určeno, pak je působnost školského úřadu všeobecná, a to jak působnost věcná, tak místní. Školské úřady plní hodnoticí, koncepční, organizační, ekonomické a kontrolní funkce ve školství a s ním souvisejících oblastech jako sport, volný čas, péče o pedagogické pracovníky apod. Některá nebo některé z uvedených funkcí školského úřadu může být vyčleněna do specializované instituce (např. kontrola).
Na centrální, celostátní úrovni plní funkce školského úřadu zpravidla ministerstvo školství. V závislosti na organizaci správy mohou být školské úřady i územní: zemské, oblastní, krajské, okresní, místní, případně jiné.
Jsou-li školské úřady organizačními jednotkami státu, plní státněsprávní úkoly. Mohou to však být i orgány samosprávných celků, a vykonávat tedy samosprávní úkoly. V zemích, v nichž se uplatňuje smíšený model výkonu státní správy a samosprávy, mohou orgány samosprávných celků vykonávat jak státní správu, tak samosprávu s tím, že výkon státní správy pak podléhá řízení a kontrole státu a ten na výkon státní správy též finančně přispívá.

## Soustava školských úřadů v České republice
V České republice není jediný školský úřad ani jednotná soustava územních školských úřadů.
Státní správu České republiky ve školství vykonávají tyto orgány:
- ředitel právnické osoby vykonávající činnost školy nebo školského zařízení,
- obecní úřad obce s rozšířenou působností,
- krajský úřad,
- Česká školní inspekce,
- Ministerstvo školství, mládeže a tělovýchovy, případně další ministerstva u škol spadajících do jejich resortu).

Významná je samosprávní úloha obcí a krajů. V samostatné působnosti jsou obce povinny zajistit podmínky pro plnění povinné školní docházky a posledního roku předškolního vzdělávání. Kraj má v samostatné působnosti za úkol zajišťovat podmínky pro uskutečňování středního a vyššího odborného vzdělávání, ale i vzdělávání dětí, žáků a studentů se zdravotním postižením a zdravotním znevýhodněním, vzdělávání jazykového, základního uměleckého a zájmového a konečně zajišťovat podmínky pro výkon ústavní výchovy.
Hodnoticí, koncepční, organizační, ekonomické a kontrolní funkce nekoncentruje žádný z uvedených orgánů. Vyhraněně hodnotící a kontrolní funkce má Česká školní inspekce, silnou ekonomickou funkci má ministerstvo, krajské úřady a územní samosprávné celky. Koncepční funkce je zřetelná u ministerstva a krajských úřadů.

## Historie školských úřadů v českých zemích

### Školní rady
V letech 1868-1873 přijalo Rakousko-Uhersko několik zákonů a nařízení k reformě školství. Zemský zákon č. 17 ze dne 24. 2. 1869 se týkal dohledu na školy na místní, okresní a zemské úrovni. Nařizoval ustanovit v každé školní obci místní školní radu (MŠR) volenou vždy na tři roky z řad zástupců školy, obce a náboženských společností. Ve dvojjazyčných oblastech připouštěl zřizování souběžně německých i českých školních rad, pokud v místě měla jedna i druhá národnost školu. V jednotlivých okresech vznikly okresní školní rady (OŠR) a pro země Čechy, Morava a Slezsko zemské školní rady.
Úkolem místní školní rady byl dohled na dodržování školských zákonů a nařízení vyšších školských úřadů. Příslušela jí správa místních školních nadací a fondů, dohled na školní budovy (výstavbu i provoz), jejich inventář a pozemky. Místní školní rada též dohlížela na školní docházku a chování žáků a podporovala i učitele ve výkonu jejich povolání.
Místní školní rada se měla scházet jednou za měsíc a její usnesení bylo platné, jestliže je schválila většina přítomných. K přímému dozoru na chod školy byl jmenován okresní školní radou na dobu tří let některý ze členů MŠR s výjimkou duchovního správce a učitele. Obdobnou funkci na úrovni školního okresu (tj. všechny obce na území politického okresu) vykonával okresní školní inspektor, jmenovaný z řad učitelů ministrem kultu a vyučování. Na střední školy dohlížely zemské školní rady.
Institut školních rad převzalo i Československo a doplnilo je malými změnami v organizaci. Národní shromáždění přijalo dne 9. 4. 1920 zákon č. 292/1920 Sb., jímž byla správa veškerého školství svěřena ministerstvu školství a národní osvěty. Školskou správu dále upravilo nařízení vlády č. 605/1920 Sb. ze dne 6. 11. 1920, které vycházelo ze zákona č. 292/1920 Sb. Na úrovni školní obce měla na starosti školskou správu místní školní rada jako veřejný úřad. Okresní školskou správu vykonávaly i nadále okresní školní rady organizované rovněž na základě zákona č. 292/1920 Sb. Školní okres zpravidla odpovídal území politického okresu, avšak v jazykově smíšených mohly být zřízeny dva školní okresy (německý a český) nebo se školy připojovaly k nejbližšímu školnímu okresu téhož jazyka. Obdobně zemské školní rady pro zemi Českou, Moravskou a Slezskou (po roce 1928 Moravskoslezskou). Nově byl zaveden institut újezdní školní rady pro několik školních obcí. Vládní nařízení umožňovalo zřízení místních školních výborů pro oblasti s menšinovými školami. Tyto měly poněkud omezenější pravomoci než vlastní MŠR.
Místní školní rada se skládala z předsedy, zástupců školy volených na konferenci učitelstva a zástupců školní obce volených obecními zastupitelstvy. Funkční období bylo oproti předchozí době čtyřleté, náplň činnosti zůstala totožná. Dozor na činnost MŠR vykonávali okresní a zemští inspektoři.
Zákon o měšťanských školách č. 233/1935 Sb. ze dne 20. 12. 1935 zavedl pojem újezdní školní rada (ÚŠR) jako správní orgán pro školní obec i školní újezd. Školním újezdem se rozuměl souhrn obcí nebo jejich částí přiškolených k veřejné měšťanské škole, jejíž obvod přesáhl území školní obce. Tato ÚŠR se zřizovala v dotyčné obci místo dosavadní MŠR a členila se do dvou odborů. Pro věci školní obce (pro působnost bývalé MŠR) a pro věci školního újezdu. Oba odbory konaly vlastní schůze a vedle nich se svolávaly ještě schůze plenární, na nichž se rozhodovalo o věcech společných všem školám.
Tato organizace školské správy trvala po celé období Československa až do okupace, kdy byla zrušena. Po skončení druhé světové války byla činnost školních rad na krátkou dobu obnovena. Dne 21. 4. 1948 vstoupil v platnost zákon č. 95/1948 Sb. o základní úpravě jednotného školství. I když tento zákon výslovně nerušil školní rady, představoval zásadní průlom do organizace školství a stál na počátku jejich zániku. Školní rady zanikly definitivně v roce 1949 po správní reformě, kdy jejich kompetence převzaly místní a okresní národní výbory.

### Období 1949-1990
Od školního roku 1948/49 přešla školská správa z MŠR a OŠR na IV. referát (tj. referát školství a osvěty) příslušného národního výboru. Zemské školní rady byly zrušeny, neboť byla zavedena krajská soustava. Místní (později městské) národní výbory spravovaly základní školství. Tím se rozuměly podle nového školního zákona školy I. a II. stupně. I. stupeň tvořily pětileté národní školy, na které navazovaly tzv. střední školy, které byly čtyřleté. IV. referáty okresních národních výborů dohlížely na sekundární školství neboli školy III. stupně (vyšší odborné školy, gymnázia, učňovské školy). Toto rozdělení trvalo do roku 1953.
Ani následné školské reformy neměnily národní výbory jako orgány výkonu místní školské správy. Zákon o soustavě výchovy a vzdělávání č. 186/1960 Sb. z roku 1960 znamenal organizační sjednocení státní školské soustavy. Velká pozornost v období do roku 1989 byla věnována otázkám socialistické výchovy a školství, zejména ze strany KSČ.

### Školské úřady v letech 1990-2000
Školské úřady (ŠÚ) byly zřízeny na základě zákona České národní rady č. 564/1990 Sb. o státní správě a samosprávě ve školství jako rozpočtové organizace na dobu neurčitou. Jako den vzniku ŠÚ byl stanoven den vyhlášení zákona, tj. 27. 12. 1990, ovšem prakticky zahájily úřady svou činnost až během následujícího pololetí, kdy přebíraly majetek od okresních úřadů. Vyhláška MŠMT č. 178/1991 Sb. stanovila působnost úřadu pro daný okres. Školský úřad byl jednou z institucí vykonávající státní správu ve školství Vedle ředitele školy, obce, České školní inspekce a Ministerstva školství, mládeže a tělovýchovy České republiky (MŠMT). Úřad řídilo přímo ministerstvo a jeho činnost vymezoval výše zmíněný zákon, prováděcí předpisy a statut, který schválil ministr školství.
Tím došlo k oddělení školské správy od ostatní státní správy a jejím soustředění ve školských úřadech a na autonomii škol. Nově utvořená Česká školní inspekce byla řízena přímo MŠMT.
Statutárním orgánem ŠÚ byl jeho ředitel, kterého jmenoval ministr školství na základě výsledků konkursu. Ředitel ŠÚ jednal jeho jménem a zastupoval úřad navenek. ŠÚ měl právo hospodařit s veškerým movitým i nemovitým majetkem, který na něj přešel podle delimitačních dohod z roku 1991 zpracovaných ve smyslu usnesení vlády ČR č. 331/1990 Sb. mezi MŠMT a okresními úřady.
V pravomoci ŠÚ bylo zřizovat a rušit následující instituce:
- speciální základní školy při zdravotnických zařízeních, pomocné školy, zvláštní školy, zvláštní předškolní zařízení
- základní umělecké školy
- školská zařízení pro výuku mimo vyučování
- školská zotavovací zařízení (školy v přírodě)
- zařízení výchovného poradenství
- zařízení školního stravování (školní jídelny)
- středisko služeb školám

ŠÚ jmenoval a odvolával ředitele shora uvedených institucí, přijímal opatření na základě výsledků školní inspekce, prováděl nostrifikaci vysvědčení vydaných zahraničními školami, uděloval souhlas obcím ke zřízení nebo zrušení školských zařízení.
Mezi nejdůležitější funkce ŠÚ patřilo financování regionálního školství, tzn. mateřských škol, základních a středních škol, vyšších odborných škol, speciálních škol a školských zařízení bez ohledu, zda jsou státní, obecní, církevní či soukromé. Institucím, které zřizovaly obce, přiděloval finanční prostředky na mzdy pracovníků, na učebnice, školní pomůcky a školní potřeby hrazené žákům státem. Poskytoval též finanční prostředky na náklady spojené s výukou zdravotně postižených dětí. V nestátní sféře dotoval školy a školská zařízení zřizované církvemi a schvaloval dotace i dalším soukromým školám a zpětně kontroloval hospodárné nakládání s nimi.
Další významnou činnost představovala zaměstnavatelská funkce školského úřadu vůči pedagogickým i nepedagogickým pracovníkům škol, které neměly právní subjektivitu. Těmto zaměstnancům připravoval mzdy, vypracovával pracovní smlouvy a plnil ostatní zaměstnanecké povinnosti. Na žádost školy nebo pedagogických pracovníků poskytoval metodickou pomoc jejím pracovníkům v pracovněprávních vztazích a mzdových otázkách. Obdobnou funkci neměl žádný jiný úřad na okresní úrovni.
ŠÚ byl druhoinstančním orgánem ve školství a rozhodoval o odvolání proti rozhodnutí ředitelů škol ve věcech odkladu povinné školní docházky, osvobození od povinnosti docházet do školy, zařazení do speciálních a zvláštních škol, přijetí ke studiu na středních školách, přestupu na jinou školu, přerušení studia, podmínečném a nepodmínečném vyloučení aj. Zajišťoval zabezpečení provozu a využití tzv. školského informačního systému, proto byl sběrným místem primárních dat z jednotlivých škol a naopak distributorem informací z MŠMT na školy.
Na místní úrovni školský úřad spolupracoval s okresním úřadem, se kterým řešil především otázku potřeb z hlediska středoškolského vzdělávání, s úřadem práce se podílel na organizování rekvalifikačních kursů, s finančním úřadem konzultoval hospodárnost vynakládání prostředků ze státního rozpočtu.
Novela zákona o státní správě a samosprávě ve školství č. 139/1995 Sb. upřesnila a doplnila některé pravomoci ŠÚ, např. souhlas se slučováním škol, ale zejména jim uložila každoročně předkládat okresnímu shromáždění a MŠMT zprávu o stavu sítě škol v okrese a jejich hospodaření a zprávu o vlastní činnosti a hospodaření (dokument se nazýval výroční zpráva neboli komplexní rozbor činnosti).
Kapacita československého středního školství odpovídala na konci 80. let 20. století tehdejší zvyšující se populační křivce a charakterizovala ji výraznější orientace na učební obory. Po roce 1989 počet škol ještě více narostl, především vznikly soukromé školy a vzrostla jejich kapacita (střední odborné školy, víceletá gymnázia). Souběžný prudký pokles počtu žáků však vedl ke snižování průměrného počtu žáků na školu a růstu nákladů, z důvodu rozdrobenosti škol a klesajícího počtu žáků se postupně snižovala naplněnost tříd denního nástavbového studia. Školy se snažily řešit tuto situaci tím, že nabíraly stále vyšší procento absolventů učebních oborů. Tyto faktory vyústily v roce 1997 k rozhodnutí MŠMT zahájit tzv. optimalizaci sítě škol, ve které jsou zařazeny všechny typy škol a předškolní a školská zařízení. Takto registrovány, stanou se součástí výchovně vzdělávací soustavy ve smyslu zákona č.29/1984 Sb., o soustavě základních škol, středních škol a vyšších odborných škol a zákona č.76/1978 Sb., o školských zařízeních a vztahují se na ně citované zákony. Registrace v síti škol je rovněž jednou z podmínek pro přidělení prostředků ze státního rozpočtu. Zařazování do sítě a změny v síti škol jsou upraveny zákonem č.564/1990 Sb., o státní správě a samosprávě ve školství. O zařazení do sítě rozhodovalo MŠMT (s výjimkou části školských subjektů zřízených obcí) na základě žádosti předložené ministerstvu zřizovatelem školského subjektu prostřednictvím školského úřadu.
Na základě zákona č. 157/2000 Sb. o přechodu některých věcí, práv a závazků majetku ČR do majetku krajů došlo k delimitaci agendy ŠÚ na okresní úřady (jako referáty školství) a na krajské úřady ke dni 31. 12. 2000 a školské úřady tím zanikly. Místo nich vznikly školské odbory jednotlivých krajů.